# Acrotritia pirovaci
Acrotritia pirovaci är en kvalsterart som beskrevs av Wojciech Niedbała 2006. Acrotritia pirovaci ingår i släktet Acrotritia och familjen Euphthiracaridae. Inga underarter finns listade i Catalogue of Life.